# Odżywka do włosów

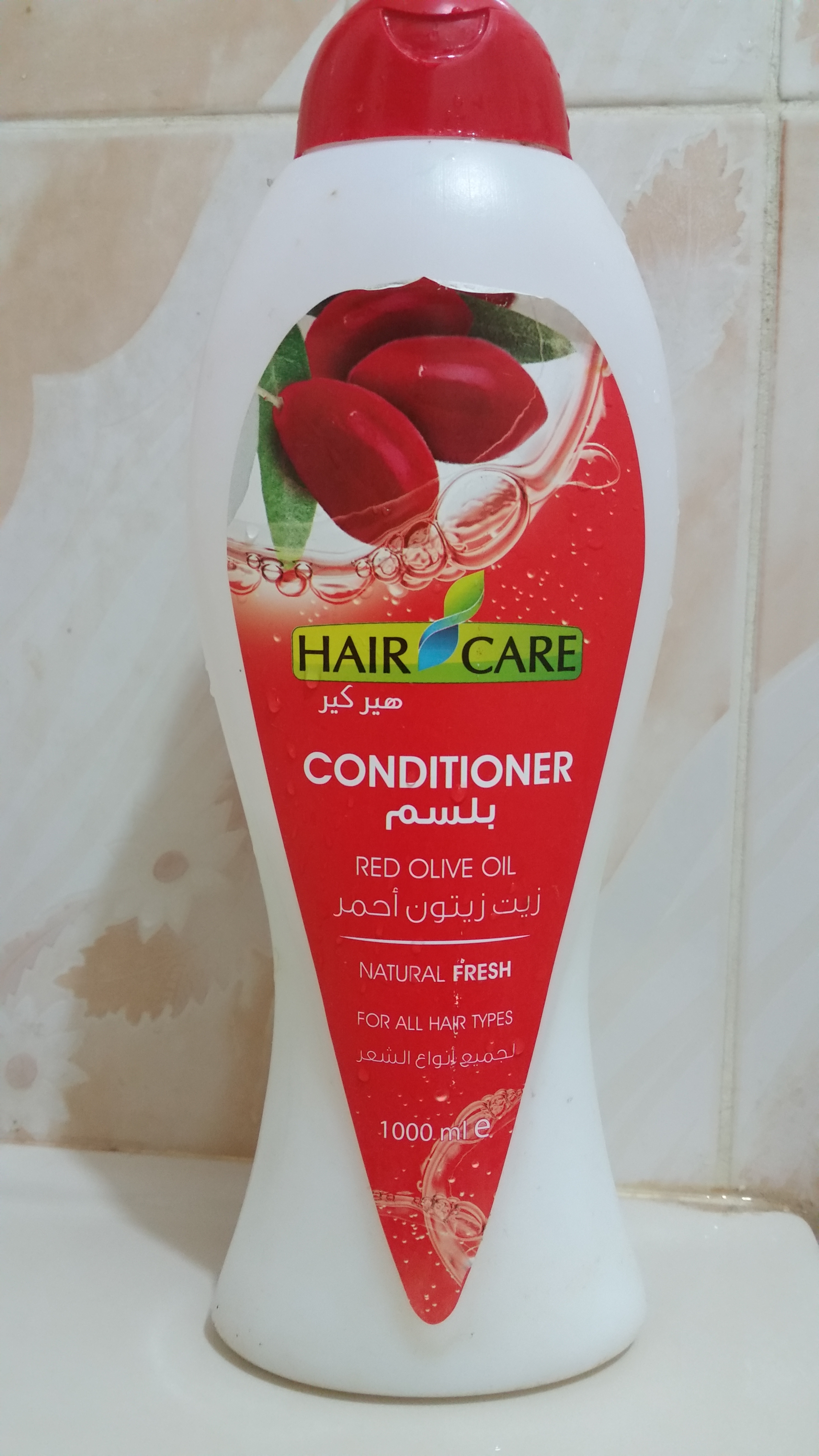
Odżywka do włosów

Odżywka do włosów – jeden z produktów pielęgnacyjnych, którego celem jest ochrona włosów przed uszkodzeniem oraz regeneracja zniszczonych włosów i zapobieganie dalszym uszkodzeniom. Wyróżniamy następujące rodzaje odżywek do włosów:
- nawilżająca, do włosów suchych i zniszczonych,
- po trwałej ondulacji,
- do farbowanych włosów, chroniąca połysk,
- do włosów z łupieżem,
- do włosów przetłuszczających się,
- do włosów normalnych,
- wzmacniająca, do włosów cienkich, osłabionych i wypadających,
- kondycjonująca, do włosów mających skłonności do rozdwajania się i łamania,
- regenerująca (odbudowująca) do włosów zniszczonych wielokrotnymi zabiegami chemicznymi.